# Peter Forster (Schauspieler)
Peter Cochrane Forster (* 29. Juni 1920 in London; † 16. November 1982 in Brentwood, Los Angeles, Kalifornien) war ein britischer Film- und Fernsehschauspieler.

## Leben
Forster wuchs in London, England, auf, wo er seine Schauspielausbildung absolvierte, bevor er nach Los Angeles zog. Er heiratete die Schauspielerin Jennifer Raine; ihr gemeinsamer Sohn, Brian Forster, wurde 1960 geboren.
Forster wirkte unter anderem in den Spielfilmen Dangerous Charter, The Three Stooges Go Around the World in a Daze, und Flucht vom Planet der Affen mit. Er war auch in mehreren Fernsehserien wie Die Unbestechlichen und Hazel zu sehen. Forster starb im Jahr 1982 an einem Herzanfall.

## Filmografie (Auswahl)
- 1962: Dangerous Charter
- 1962: Die Unbestechlichen (The Untouchables)[3] (TV-Serie)
- 1963: The Three Stooges Go Around the World in a Daze
- 1964: Der große Wolf ruft (Father Goose)
- 1964: Hazel (TV-Serie)
- 1971: Flucht vom Planet der Affen (Escape from the Planet of the Apes)
- 1975, 1977: Barnaby Jones (Fernsehserie, 2 Folgen)